# Lijst van oorlogsmonumenten in Alblasserdam
De Nederlandse gemeente Alblasserdam heeft 4 oorlogsmonumenten. Hieronder een overzicht.
| Nr.  | Object                                  | Herdachte groep | Ontwerper | Onthulling                        | Type                        | Locatie                            | Plaats                 | Coördinaten                   | Foto                                    |
| ---- | --------------------------------------- | --- | --- | --------------------------------- | --------------------------- | ---------------------------------- | ---------------------- | ----------------------------- | --------------------------------------- |
| 512  | Oorlogsmonument (1)                     | burgerslachtoffers, militairen in dienst van het Ned. Kon. na 1945, militairen in dienst van het Ned. Kon. 1940-1945 | Hendrik Sutterland (1926-1994) (zuil), Marcus Ravenswaaij (leeuw)                                                                                                   | zuil: 4 mei 1950 (leeuw: na 1960) | zuil                        | Polderstraat, 2952 AK              | Alblasserdam           | 51° 51' 36" NB, 4° 39' 53" OL | Meer afbeeldingen                       |
| 3503 | Oorlogsmonument (2)                     | algemeen | geen (de laatste stukken sluismuur die na de oorlog bewaard bleven na bombardementen). 28 doden en 4 zwaargewonden die later overleden (op monument staat 32 doden) | 28 april 2010                     | overig                      | Dam/ Polderstraat, 2952 AK         | Alblasserdam           | 51° 51' 37" NB, 4° 39' 37" OL | Oorlogsmonument (2)                     |
| 4386 | monument bombardement 11 mei 1940       | burgerslachtoffers                                                                                                   | |                                   | Puinresten van bombardement | Polderstraat, 2952                 | Alblasserdam zie: 3503 |                               |                                         |
| 4437 | Hawker Typhoon Memorial                 | Geallieerde militairen                                                                                               | | 28 september 2019                 | Gedenksteen                 | Kortlandsekade                     | Alblasserdam           |                               |                                         |
|      | Herdenkingsboom (notenboom)             | Joodse textielhandelaren                                                                                             | | 5672/2002                         | overig                      | Dam/Polderstraat, 2952 AK          | Alblasserdam           | 51° 51' 37" NB, 4° 39' 37" OL | Herdenkingsboom (notenboom)             |
|      | Nederlandse- en Belgische oorlogsgraven | geallieerde militairen, militairen in dienst van het Ned. Kon. 1940-1945                                             | |                                   |                             | Algemene begraafplaats, Kerkstraat | Alblasserdam           | 51° 51' 43" NB, 4° 40' 5" OL  | Nederlandse- en Belgische oorlogsgraven |

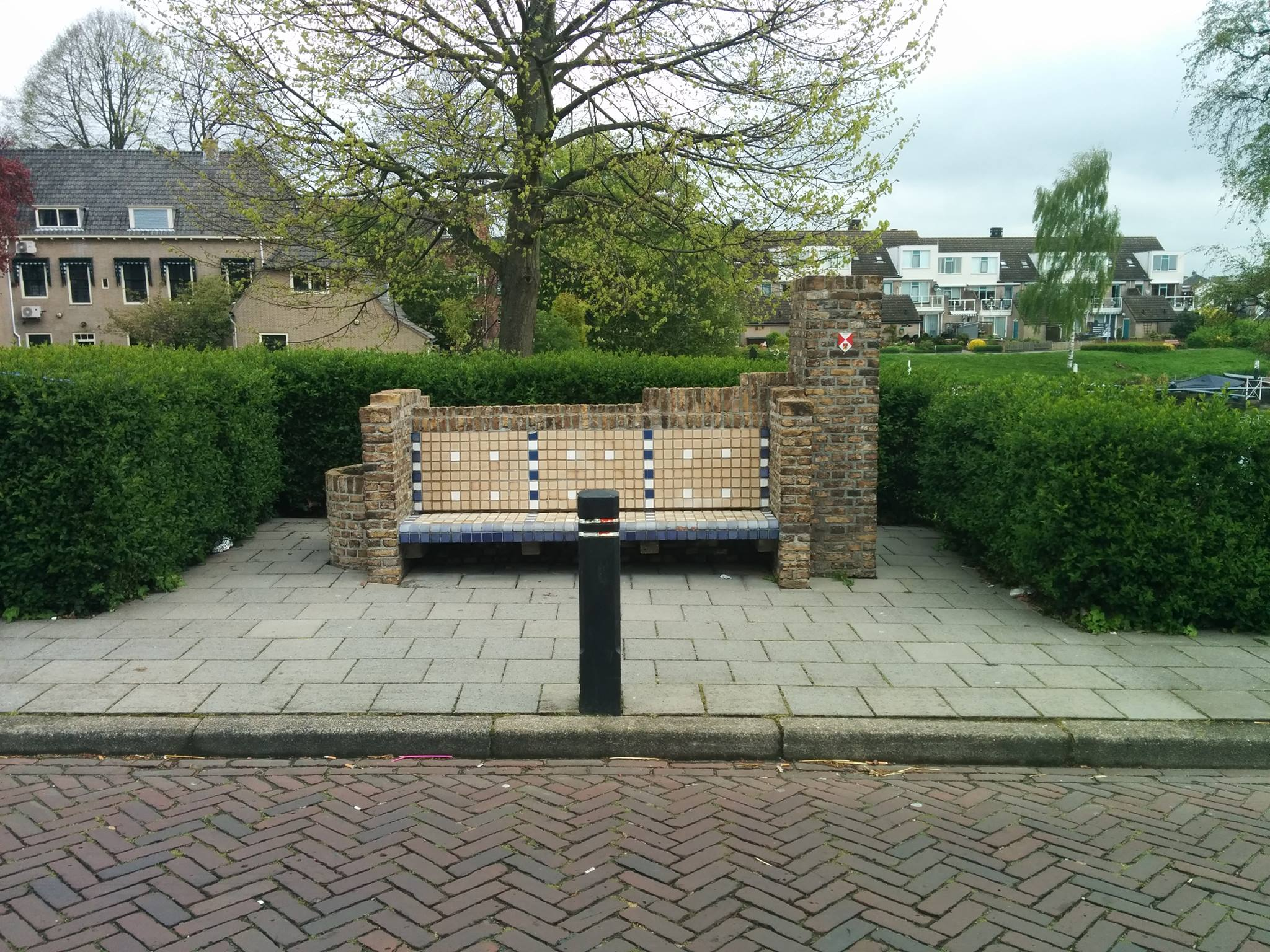
Bankje bij oorlogsmonument Polderstraat. (gemeentelijk monument nr. 17)

Alblasserdam ·
Albrandswaard ·
Alphen aan den Rijn ·
Barendrecht ·
Bodegraven-Reeuwijk ·
Capelle aan den IJssel ·
Delft ·
Den Haag ·
Dordrecht ·
Goeree-Overflakkee ·
Gorinchem ·
Gouda ·
Hardinxveld-Giessendam ·
Hendrik-Ido-Ambacht ·
Hillegom ·
Hoeksche Waard ·
Kaag en Braassem ·
Katwijk ·
Krimpen aan den IJssel ·
Krimpenerwaard ·
Lansingerland ·
Leiden ·
Leiderdorp ·
Leidschendam-Voorburg ·
Lisse ·
Maassluis ·
Midden-Delfland ·
Molenlanden ·
Nieuwkoop ·
Nissewaard ·
Noordwijk ·
Oegstgeest ·
Papendrecht ·
Pijnacker-Nootdorp ·
Ridderkerk ·
Rijswijk ·
Rotterdam ·
Schiedam ·
Sliedrecht ·
Teylingen ·
Vlaardingen ·
Voorne aan Zee ·
Voorschoten ·
Waddinxveen ·
Wassenaar ·
Westland ·
Zoetermeer ·
Zoeterwoude ·
Zuidplas ·
Zwijndrecht